# 鳥取県立鳥取緑風高等学校
鳥取県立鳥取緑風高等学校（とっとりけんりつ とっとりりょくふうこうとうがっこう, Tottori Prefectural Tottori Ryokufu High School）は、鳥取県鳥取市湖山町南三丁目にある県立高等学校。統合によって廃校になった旧鳥取農業高等学校跡地を再利用している。

## 概要
歴史
2004年（平成16年）に鳥取県立鳥取湖陵高等学校の定時制課程、鳥取県立鳥取西高等学校の定時制・通信制課程の再編成により開校した。2009年（平成21年）に創立5周年を迎えた。
設置課程・学科
- 定時制課程 総合学科 - 午前部・午後部・夜間部の三部 - 教養・みどり・生活の3系列
- 通信制課程 普通科

## 沿革
- 2003年（平成15年）11月1日 - 創立。
- 2004年（平成16年）4月1日 - 開校。

## 部活動
| 定時制課程 運動部 - 卓球部 - 軟式野球部 - バレーボール部 - 陸上競技部 文化部 - 園芸クラブ - 囲碁部 - 華道部 - 将棋部 - 陶芸部 - 人権問題研究会 - 演劇部 | 通信制課程 運動部 - 軟式野球部 - バレーボール部 - 卓球部 - バドミントン部 - 演劇部 |